# Henryk Hochman
Henryk Herszel Hochman (ur. 1879 lub 1881 w Lublinie, zm. 1942 lub 1943 w Baczkowie koło Bochni) – polski malarz, rzeźbiarz żydowskiego pochodzenia.

## Życiorys
Studiował prywatnie w Warszawie u Pawła Rosena oraz w latach 1900–1906 na Akademii Sztuk Pięknych w Krakowie pod kierunkiem Konstantego Laszczki i Floriana Cynka i we Francji pod okiem Auguste’a Rodina.
Po powrocie do kraju mieszkał w Krakowie, a następnie w Tarnowie. W Tarnowie prowadził pracownię ceramiczną razem ze swoją uczennicą i współpracowniczką Henryką Kernerówną. Był członkiem Towarzystwa Artystów Polskich „Sztuka” oraz w Stowarzyszenia Rzeźba. Swoje prace wystawiał w krakowskim TPSP i w Zachęcie w Warszawie; w 1932 roku jego prace brały udział w wystawie Zrzeszenia Artystów Malarzy Żydowskich w Katowicach.
Po wybuchu II wojny światowej ukrywał się w ziemiance w Biskupicach i w lasach pomiędzy Wieliczką a Bochnią. W 1942 roku, po zagładzie wielickich Żydów , dobrowolnie zgłosił się do getta w Bochni, gdzie pracował w Judenracie, oraz jako wolontariusz w sierocińcu żydowskim przy ul. Leonarda 2 . Podczas pobytu w getcie, w 1943 roku wyrzeźbił w domu lekarza bocheńskiego Władysława Krupy jego portret oraz portret jego syna Stanisława i córki Janiny. Został zastrzelony podczas likwidacji getta w Baczkowie koło Bochni w czerwcu lub wrześniu 1943 roku  (według innych źródeł zmarł w 1942 roku).

## Twórczość

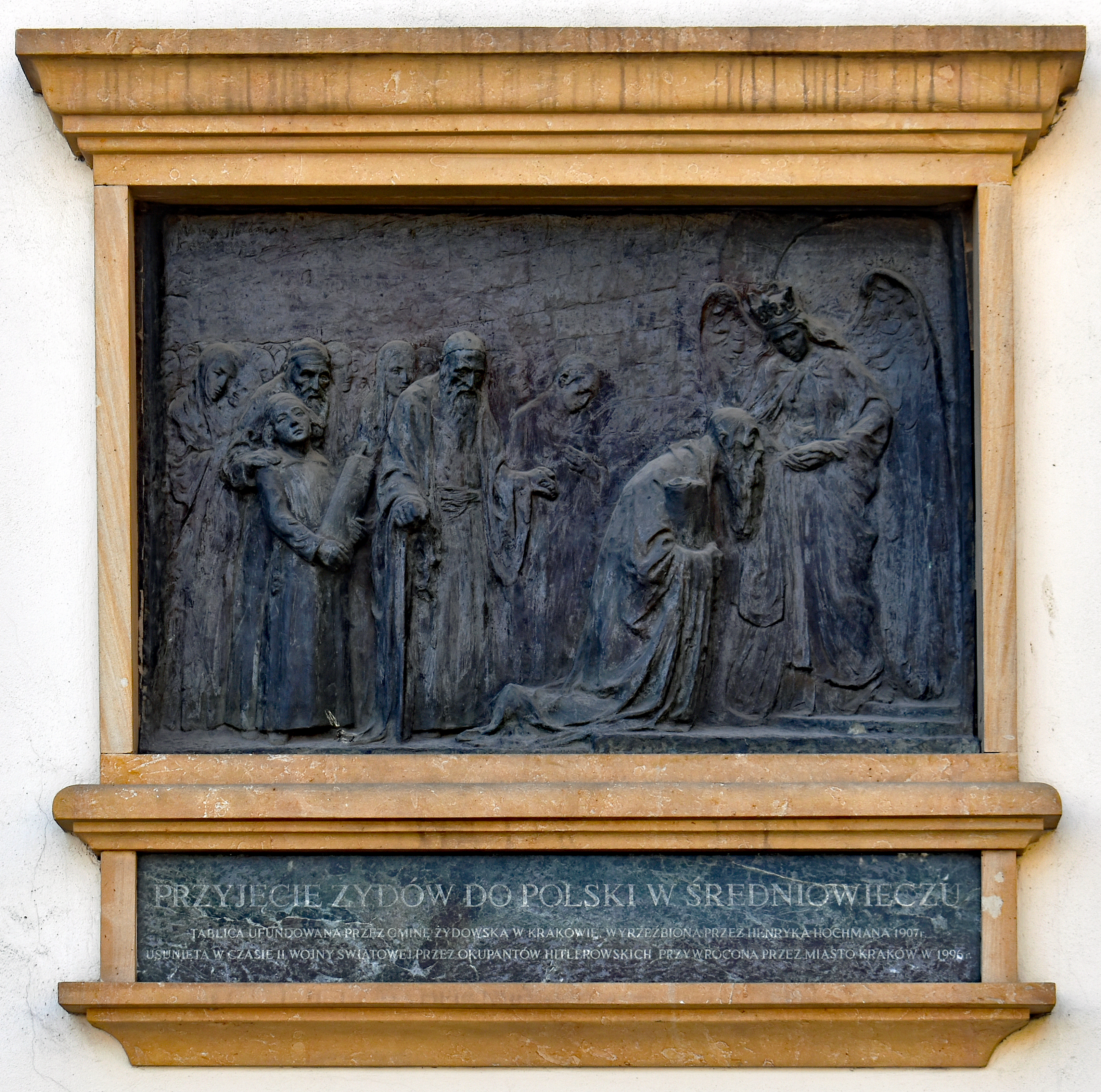
Przyjęcie Żydów do Polski w średniowieczu tablica umieszczona na ratuszu kazimierskim w 1907

Tworzył tradycyjną rzeźbę realistyczną, głównie portrety wykonane w marmurze, brązie, terakocie i majolice, w duchu małopolskiego symbolizmu. W ceramice podejmował tematykę mitologiczną. Częściej jednak inspirował się tematyką żydowską, ponadto tworzył sceny rodzajowe. Do znanych jego prac należą majoliki: Modlący się Żyd, Dafne i Flora, Prometeusz, Ślepiec, Wieczny Żyd (Żyd wieczny tułacz), Marzenie, Znużenie, Sen, Śpiące dzieci, portrety: Portret Juliana Fałata, portrety w marmurze i brązie: Portret Olgi Boznańskiej, portrety w terakocie polichromowanej: Portret Mickiewicza oraz liczne rzeźby głów i popiersi. Był autorem cyklu ekspresyjnych Masek, wykonanych w czerwonej terakocie, nawiązujących do twórczości antycznej i secesyjnej.
W 1907   lub w 1910 wykonał, na zlecenie krakowskiej Gminy Żydowskiej, dwie tablice pamiątkowe. Pierwsza, wykonana z brązu prostokątna płaskorzeźba pt. Kazimierz Wielki przyjmujący Żydów do Polski, została umieszczona kilka lat po jej wykonaniu, 15 listopada 1911, na ratuszu na Placu Wolnica w Krakowie . Według ówczesnych opisów przedstawiała grupę Żydów, albo niosących rodały i oddajcych pokłon królowi, albo też stojących pod murami miasta, przyjmowanych przez kobietę–anioła w królewskiej kazimierzowskiej koronie. Otaczała ją ozdobna bordiura zamówiona u Ludwika Wojtyczki, a podpis brzmiał: „Pamięci Kazimierza Wielkiego Żydzi-Polacy” . Hochman zrezygnował z honorarium za wykonane dzieła, dzięki czemu sfinansowano drugą tablicę z wizerunkiem królowej Jadwigi i umieszczono ją w tym samym czasie we wnętrzu budynku Gminy Żydowskiej na rogu ulicy Krakowskiej 41 i Skawińskiej 2 . Podczas II wojny światowej hitlerowcy zniszczyli obie tablice .
6 września 1996 roku, na murze ratusza zainstalowano odnalezioną w magazynach Muzeum Narodowego w Warszawie płaskorzeźbę jego autorstwa pt. Przyjęcie Żydów do Polski, powstałą w 1907 roku . Odsłonięcie pracy Hochmana odbyło się w obecności Ehuda Olmerta, ówczesnego burmistrza Jerozolimy, prezydenta Miasta Krakowa Józefa Lassoty, a także dyrektor Muzeum Etnograficznego, Marii Zachorowskiej . Obecny tytuł brzmi: Przyjęcie Żydów do Polski w średniowieczu. Według badaczy nie ma pewności czy odnaleziona płaskorzeźba jest wierną kopią tej zniszczonej przez hitlerowców, czy pracą podobną .
Prace Henryka Hochmana znajdują się w Muzeum Narodowym Krakowie:
- Portret Jakuba Lewittesa', gips
- Popiersie kobiety, gips, sygnatura
- Akt kobiecy, gips sygnatura
- Studium aktu, gips
- Popiersie portretowe kobiety, biały marmur, sygn.
- Portret mężczyzny. gips, sygn. 1919

w Muzeum Narodowym w Warszawie:
- Portret Juliana Fałata, brąz syg.

w Muzeum Teatralnym w Warszawie:
- Portret Leonarda Bończa-Stępińskiego, gips, 1913

w Muzeum Okręgowym w Rzeszowie:
- rzeźba Studium kobiety, marmur, 1903 r.[14]

w Muzeum Ziemi Tarnowskiej w Tarnowie:
- Flora z dekoracją Kernerówny, replika fajansowa ze Skawiny, 1929[15][16]
- Maska, terakota szkliwiona, 1929[16]

w Muzeum Regionalnym im. Stanisława Sankowskiego w Radomsku:
- Głowa Flory, Skawina, po 1917, Fajans, szkliwo z krakelurą, wymiary 28x23x22 cm, Sygnatura ryta: H Hochman; czarnym drukiem: herb z napisem SKAWINA i czterema poziomymi liniami

w kolekcjach prywatnych:
- Portret Alfreda Tramera, brąz
- Śpiące dzieci, rzeźba fajans, jasnobrązowe szkliwo, wym.: 22,5 × 27,5 × 17 cm sygn. (wyciskana): H. Hochman[17][18]
- Flora, ceramika szkliwiona, 1930, figura sygnowana, wys. 29 cm

## Literatura przedmiotu
- Agnieszka Kutylak, Magdalena Fryźlewicz Krakowianie: wybitni Żydzi krakowscy XIV-XX, Muzeum Historyczne Miasta Krakowa, 2006 s.163-165
- Jerzy Malinowski Malarstwo i rzeźba Żydów polskich w XIX i XX wieku, Wyd. Naukowe PWN, 2000